# Thorr
Thorr is een plaats in de Duitse gemeente Bergheim, deelstaat Noordrijn-Westfalen, en telt 2.274 inwoners (31 maart 2021).
Thorr ligt direct ten zuidwesten van Zieverich en ten zuiden van Bergheim-stad. De Autobahn A61 scheidt Thorr van deze twee plaatsen. Twee viaducten voeren van Thorr over de Autobahn: één in een straat, waar auto's mogen rijden, en die naar Zieverich loopt, en één fietsbrug naar Bergheim-stad.

## Geschiedenis
Nabij de locatie van het huidige dorp lag in de eerste eeuwen van de jaartelling een Romeinse nederzetting (vicus). Hier liep de Romeinse heirbaan van Aken naar Keulen. Dicht bij het huidige Thorr kruiste deze een andere Romeinse weg, die tussen de huidige steden Neuss en Zülpich liep. Nog steeds loopt een kaarsrechte weg van west naar oost door het dorp, die Römerstraße  heet. De Römerturm aan deze straat, aan de oostrand van het dorp, is het restant van een middeleeuws kerkje, waarin brokstukken van Romeinse ruïnes waren verwerkt. Mogelijk is dit kerkje in de vroege middeleeuwen gebouwd op de plaats van een voorchristelijke tempel.
In 1051 wordt het dorp voor het eerst in een document genoemd. Waar de naam Thorr vandaan komt, is onderwerp van veel speculaties, maar een wetenschappelijk aanvaarde etymologie van de plaatsnaam ontbreekt.

## Bezienswaardigheden
- Kasteel Burg Thorr dateert in zijn huidige vorm uit 1680. Het vroeger omgrachte kasteeltje is niet te bezichtigen.
- De Römerturm is de bewaard gebleven kerktoren van een in 1878 na een aardbeving bouwvallig geworden en daarna afgebroken kerk .In 1908 werd in het dorp een nieuwe, neogotische kerk ingewijd, de St. Simon- en Judas-Thaddëuskerk.

## Afbeeldingen

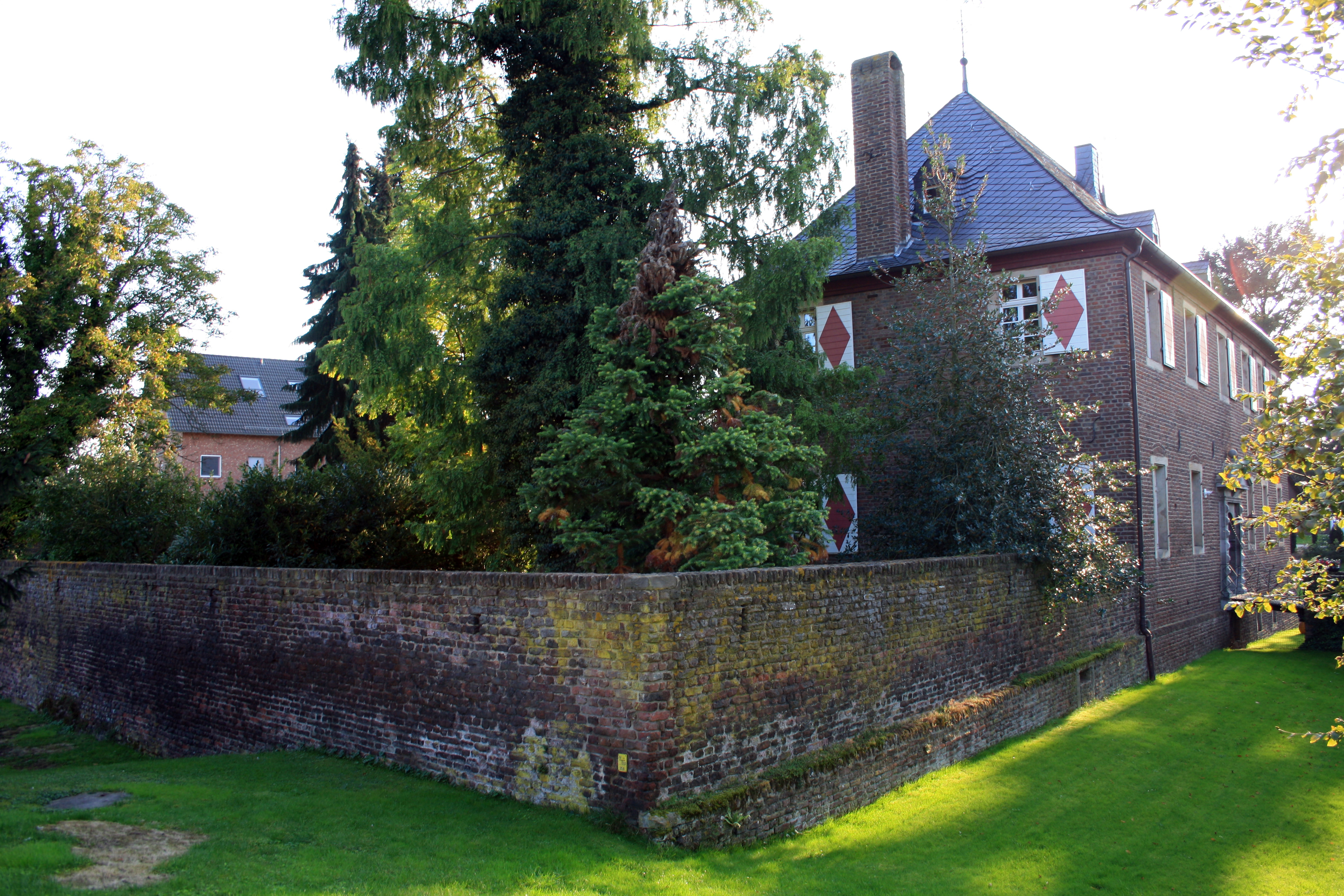
Kasteel Thorr (1)
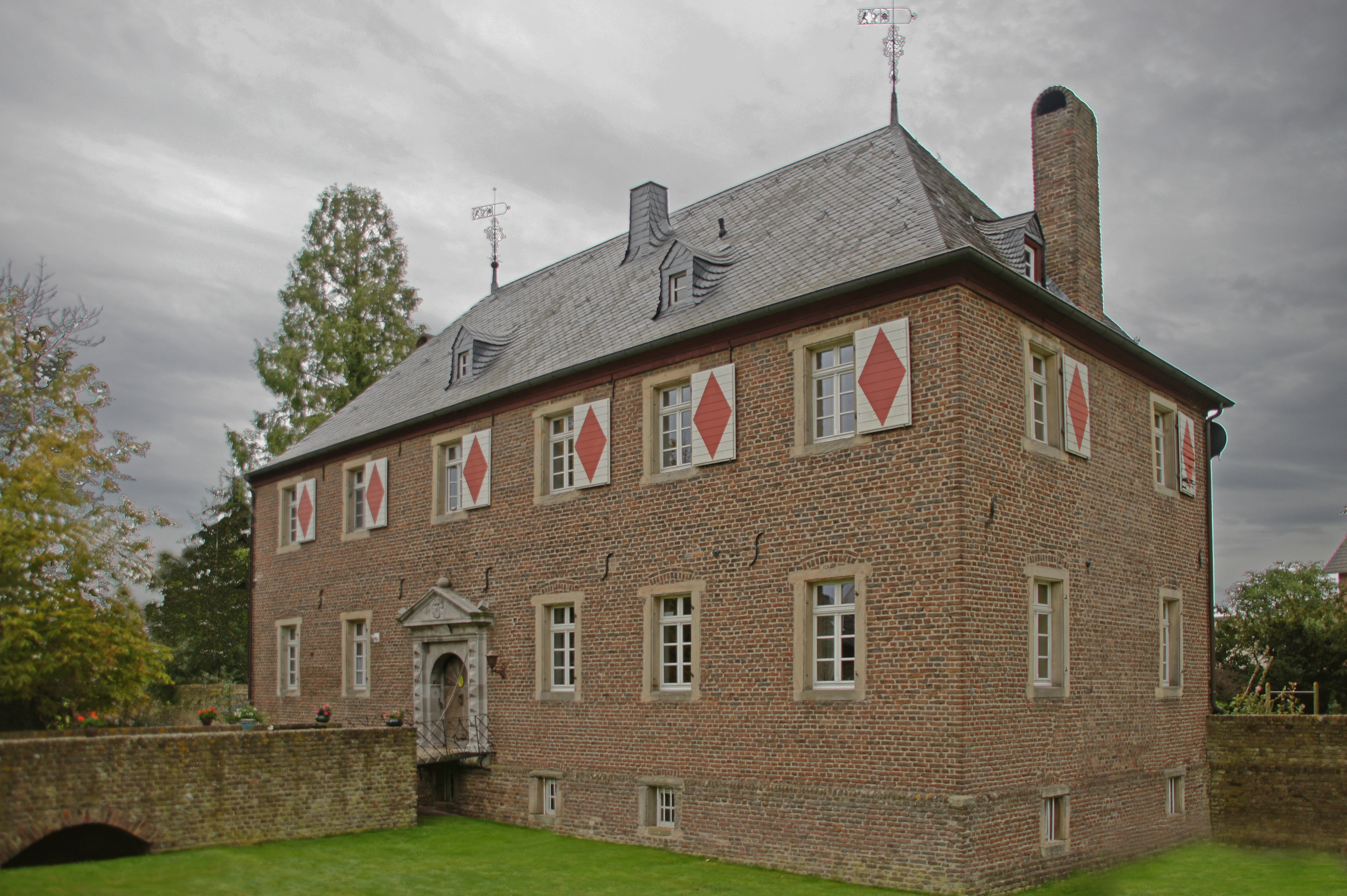
Kasteel Thorr (2)
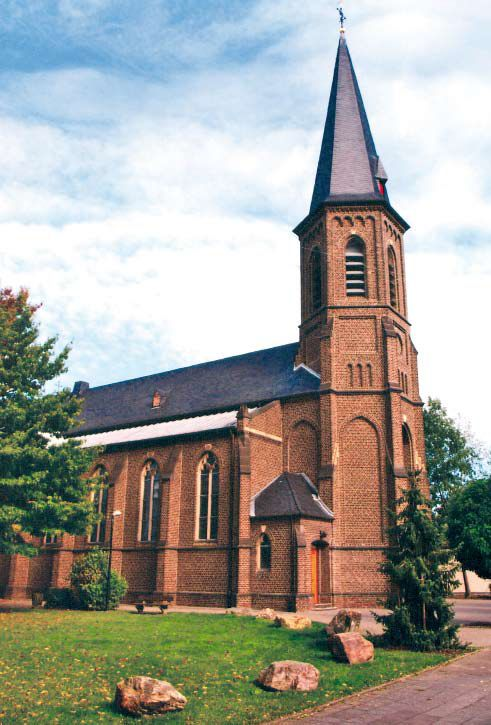
St. Simon- en Judas-Thaddëuskerk
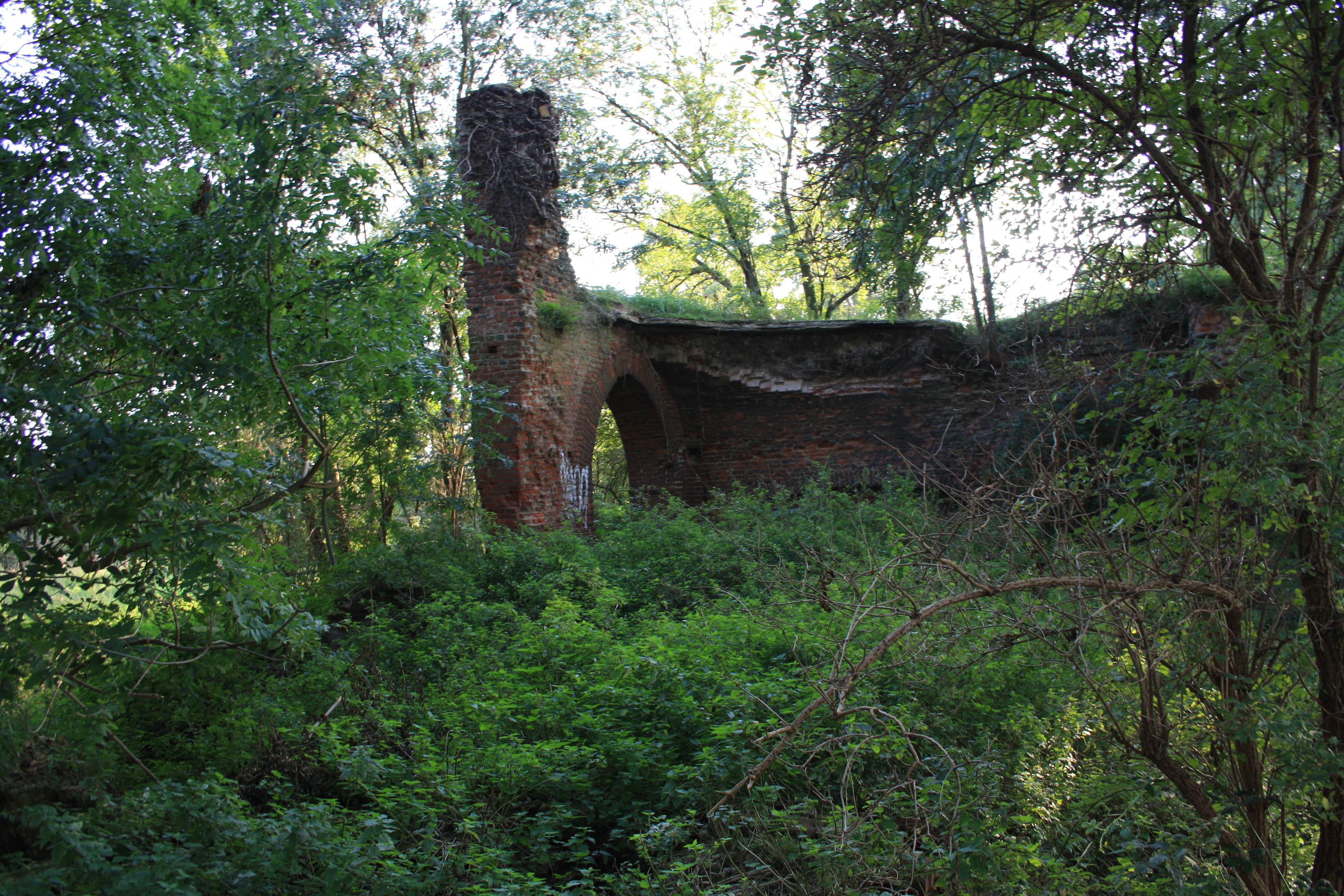
Ruïne Haus Laach (ten zuiden van Thorr, in ontoegankelijk terrein)